# Alexandru Slătineanu
Alexandru Slătineanu (n. 5 ianuarie 1873, București – d. 27 noiembrie 1939, Iași) a fost un medic bacteriolog român. A fost profesor de bacteriologie la Universitatea din Iași, rector al Universității Mihăilene din Iași  și membru al fostei Academii de medicină. Este cunoscut prin lucrările sale de epidemiologie și bacteriologie asupra poliomielitei, febrei tifoide și serovaccinației.

## Biografie
Alexandru Slătineanu a urmat studiile gimnaziale și liceale la Institutul Schweitz-Thierrin și la Liceul Sf. Sava din București, obținând bacalaureatul în 1891. Începând din 1892 urmează studiile universitare la Facultatea de Medicină din Paris, devenind doctor în medicină al acestei facultăți în 1901 cu teza Septicémie expérimentale par le cocco-bacille de Pfeiffer. Essais d’immunisation (Septicemia experimentală cu cocobacilul lui Pfeiffer. Încercări de imunizare). În paralel a studiat științele naturale la Sorbona obținând licența. S-a specializat în bacteriologie la Institutul Pasteur din Paris alături de Ion Cantacuzino, lucrând în laboratorul lui Ilia Mecinikov.
Reîntors în țară a ocupat, începând cu anul 1902, postul de șef de lucrări la Catedra de Medicină experimentală a Facultății de Medicină din București. În 1903 ocupă prin concurs postul de medic secundar al Spitalelor din Bucuresti devenind ulterior, în 1907, medic șef al Sanatorului de tuberculoși Filaret. Ulterior se transferă la Iași unde este numit profesor titular la Catedra de Bacteriologie a Universității din Iași în 1912. A fost rector al acestei universități între 1 decembrie 1923 - 30 noiembrie 1926 și director al Institutului de Igienă din Iași începând cu anul 1930, conducând activitatea plasei sanitare model Tomești. A organizat, de asemenea, Centrul de tuberculoză și Sanatoriul de la Erbiceni. A ocupat funcții în Ministerul Sănătății Publice fiind secretar general între anii 1931-1933, pe perioada cât Ion Cantacuzino a fost ministru, și director al Serviciului Sanitar.
În 1920 pune bazele cursului de Boli infectioase și organizează Spitalul de boli contagioase „Izolarea” într-o anexă a Epitropiei „Sf. Spiridon”. A suplinit pe perioade variabile, disciplinele de Patologie Generală și Clinică Medicală.
Alexandru Slătineanu a fost medic militar în rezervă, serviciul militar efectuîndu-l în 1902 la Spitalul Militar din București. A participat la al Doilea Război Balcanic participând la combaterea epidemiei de holeră și la Primul Război Mondial, conducând acțiuni de combatere a epidemiilor și fiind avansat până la gradul de colonel în rezervă.
Alexandru Slătineanu a fost membru fondator (1905) al Revistei Științelor Medicale, publicație în care a publicat numeroase studii. Pe lângă activitatea științifică și organizatorică, a publicat cronici medicale, universitare și sociale în revistele ieșene Viața Românească și Însemnări ieșene.
Alexandru Slătineanu a fost prieten cu Ștefan Irimescu.

## Ordine și decorații
Pentru activitatea de combatere a bolilor transmisibile desfășurată în campaniile din 1913 și 1914-1918 Alexandru Slătineanu a fost distins cu următoarele ordine române și franceze:
- Virtutea Militară,
- Ordinul Coroana României cu spade în grad de comandor,
- Ordinul Regina Maria în grad de ofițer,
- Legiunea de Onoare în grad de cavaler.

## Familia Slătineanu
Medicul Alexandru Slătineanu a fost fiul lui Alexandru Slătineanu, agronom cu studii la Paris, organizator al învățământului agronomic în Țara Românească. Acesta a fost, între anii 1852-1857, director al Institutului de Agricultură de la Pantelimon înființat în 1835 la inițiativa lui Petrache Poenaru, instituție de învățământ precursoare al Facultății de Agronomie din București.
Fiul medicului Alexandru Slătineanu și al Irinei Metaxa, Barbu Slătineanu (14 iulie 1895, Paris - 31 octombrie 1959, București), a fost un ofițer de carieră, scriitor și avizat colecționar de artă. Colecția sa de artă, inițiată de tatăl său și care cuprindea artă populară românească, pictură și grafică româneasca și europeană, a fost confiscată după instaurarea regimului comunist în România și a devenit Colecția de artă comparată Alexandra și Barbu Slătineanu din cadrul Muzeului Național de Artă al României. Barbu Slătineanu a scris despre ceramica românească și arta populară română, dar și lucrări de literatură (nuvele, povestiri - unele nepublicate - dar și un roman, Sub semnul paloșului, despre un cavaler teuton care se îndrăgostește de o femeie). Romanul, care pleacă de la ideea că Mănăstirea Snagov ar fi fost ctitorită de Cavalerii Teutoni, a fost scris între anii 1955-1958 și a apărut postum la Editura Minerva la sfârșitul anului 1989).

## Moștenire
O stradă din Iași situată în cartierul Bucium poartă numele profesorului Alexandru Slătineanu.